# Czarci Ostrów

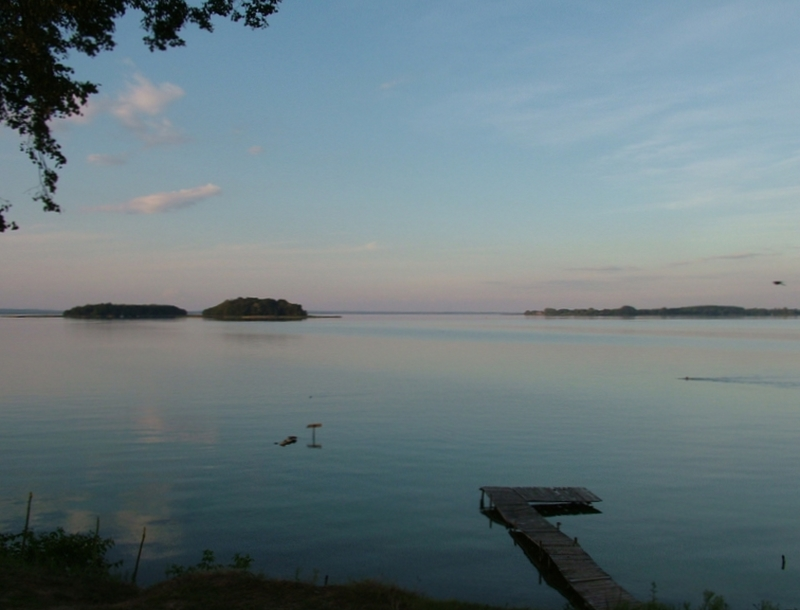
Wyspy Czarci Ostrów i Pajęcza

Czarci Ostrów (niem. Teufels Werder) – jedna z ośmiu wysp na jeziorze Śniardwy, wznosi się 12 m ponad wodami jeziora. Położona w odległości około 7 km od śluzy w Karwiku na Kanale Jeglińskim i niespełna 1,5 km od zachodniego brzegu jeziora, gdzie zaczyna się kompleks Puszczy Piskiej. Wyspa zbudowana jest z gliny, piasków, żwiru i głazów granitowych jej długość to około 350 m, a szerokość 200 m. 
Wyspa przykuła swą uwagę jako miejsce strategiczne w 1784 roku. Fryderyk II Wielki wydał wówczas polecenie zaadaptowania wyspy pod ufortyfikowane magazyny, nazwane Lyck Fort (wcześniej istniały tu kurhany Galindów z urnami całopalnymi). Wygląd wyspy zmienił się znacznie, uformowano ziemię w strome nasypy, w sześciu miejscach urządzono szańce pod armaty, a całość dodatkowo otoczono wałem. W centralnej części wybudowano duże piętrowe spichlerze. Jeden był przeznaczony na mąkę, natomiast drugi na inne głównie spożywcze produkty. Obok stanęły koszary i mniejszy budynek dla oficerów. Przy nich znajdowała się prymitywna latryna. Po drugiej stronie leżała spora piekarnia, a obok niej mała pralnia. Na południowo-zachodnim krańcu istniał mały port. Powyżej niego znajdował się ogródek warzywny na potrzeby załogi. Na północnym skraju mieścił się niewielki magazynek ppoż., a za nim malutkie laboratorium prochowe. W dole, nad wodą dla bezpieczeństwa stał arsenał prochowy.
Kiedy w 1843 roku zapadła decyzja o budowie twierdzy Boyen w Giżycku Fort Lyck poszedł w zapomnienie. Magazyny rozebrano i przeniesiono na teren nowo powstającej twierdzy. Pozostałe konstrukcje powoli podupadły i uległy totalnej degradacji. Po budynkach zachowały się tylko ślady fundamentów.
Około 100 m od wyspy znajduje się Wyspa Pajęcza.
Na wyspie rozgrywa się ważny epizod powieści Zatoka Żarłocznego Szczupaka autorstwa Eugeniusza Paukszty z 1957. Wyspa pojawia się także w książkach Zbigniewa Nienackiego: Pan Samochodzik i Winnetou (1976) oraz Pan Samochodzik i Niewidzialni z (1977)